# Alejo Venegas
Alejo Venegas de Busto (Camarena, Toledo; 1497 o 1498-Toledo, entre el 3 y el 8 de agosto de 1562) fue un escritor, humanista, lexicógrafo y ortógrafo español del Renacimiento.

## Biografía
Alejo Venegas de Busto nació en Camarena, Toledo, entre 1497 y 1498, siendo hijo de Juan Venegas e Inés de Busto. Inició su formación en la Escuela del Cabildo de la Catedral de Toledo y continuó sus estudios en el Colegio de Santa Catalina, donde tuvo como maestro a Alonso Cedillo. Alcanzó el grado de maestro en Artes Liberales, lo que le abrió las puertas para ejercer como profesor de Gramática.
Tras pasar un tiempo en Ocaña y Alcalá de Henares, regresó a Toledo para enseñar en la Universidad. Se casó con Marina Quijada, con quien tuvo siete hijos, cinco varones y dos mujeres. Entre 1544 y 1560, desempeñó labores docentes en el Estudio de Gramática de Madrid. Además, colaboró con el Tribunal de la Inquisición como censor literario, aprobando obras como Los colloquios satíricos de Antonio de Torquemada (1553) y la traducción de Los Triumphos de Petrarca por Hernando de Hozes (1554).
Contó con el respaldo de importantes mecenas como Diego Hurtado de Mendoza, conde de Mélito, y el humanista Juan de Vergara, lo que facilitó la publicación de varias de sus obras, incluida el Tractado de orthographía (1531). La muerte del conde de Mélito lo inspiró a escribir la Agonía del tránsito de la muerte (1537), que tuvo múltiples ediciones durante los siglos XVI y XVII.

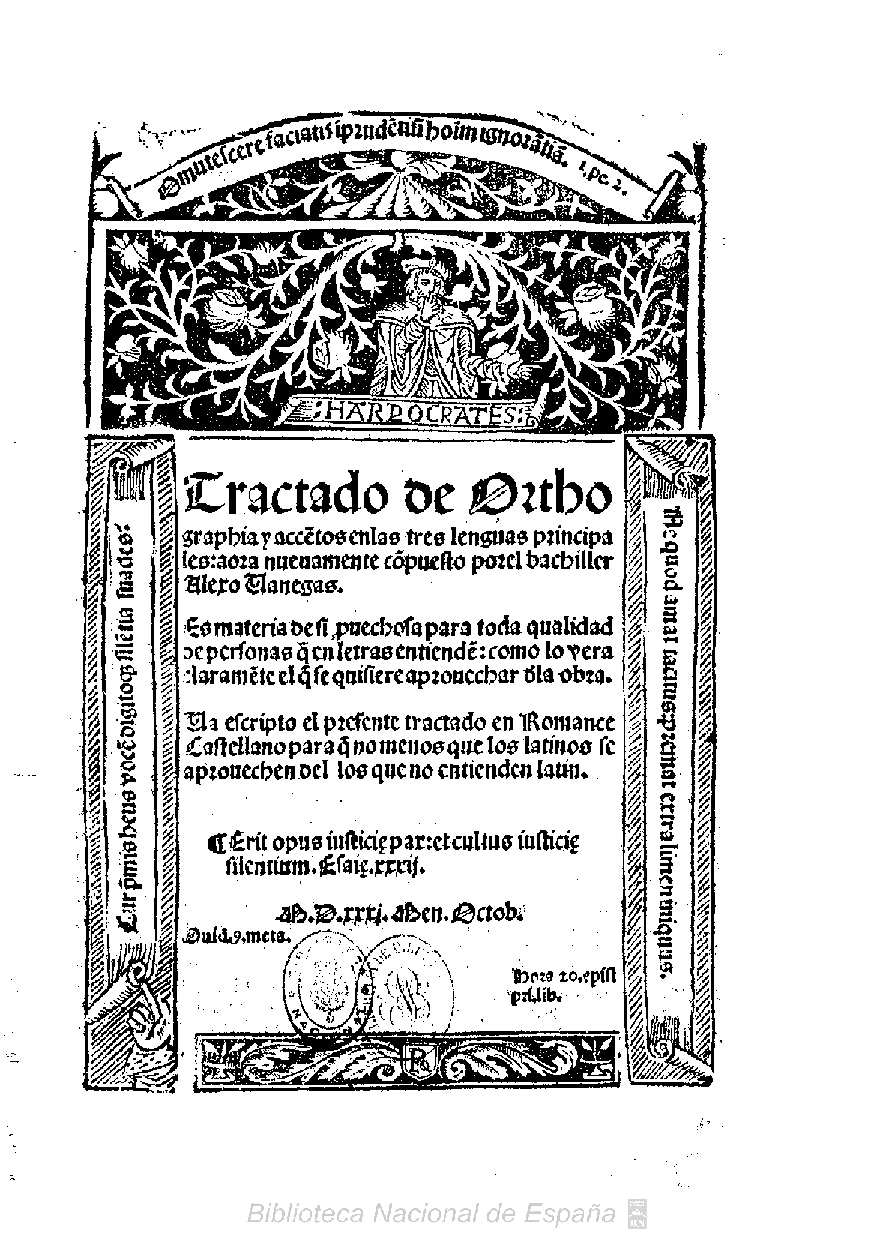
Tractado de orthographia de Alejo Venegas, en 1531.

Venegas fue un ferviente admirador de Erasmo de Róterdam y maestro de Francisco Cervantes de Salazar. Su erudición le permitió dominar latín, griego y hebreo, lo que le daba acceso a una amplia variedad de textos religiosos y filosóficos. Falleció en Toledo entre el 3 y el 8 de agosto de 1562, dejando un legado que perduró en el tiempo.

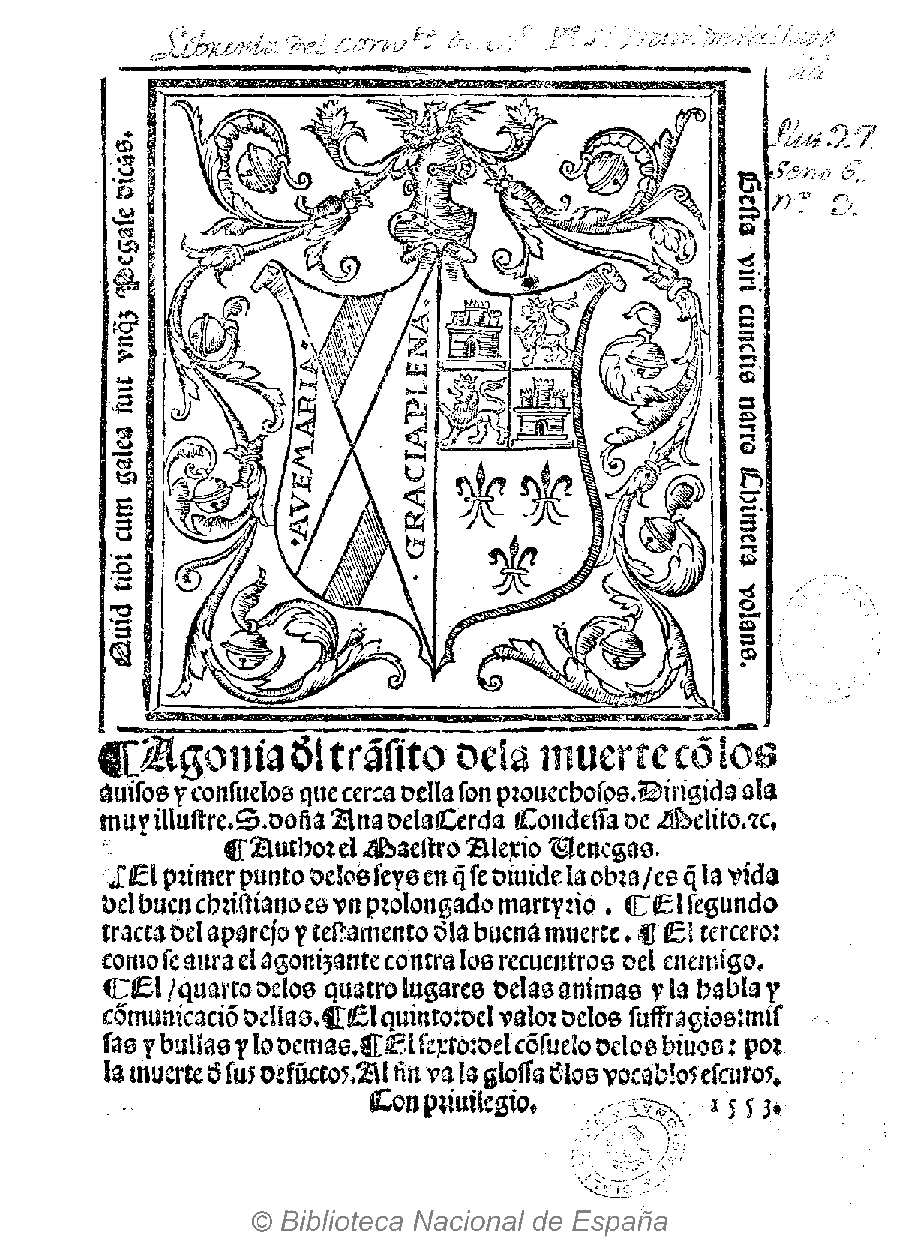
Agonía del tránsito de la muerte de Alejo Venegas, en 1553.

## Obras
Su obra más conocida es la Agonía del tránsito de la muerte con los avisos y consuelos que cerca de ella son provechosos, (Toledo, 1537), una obra ascética que dedicó a doña Ana de la Cerda, condesa de Melito, con ocasión de la muerte del gran protector del escritor, el conde su marido Diego de Mendoza. Esta obra deriva en concreto de la Praeparatio ad mortem (1534) de Erasmo. La segunda edición aparece en Toledo en 1540, la tercera en Toledo, 1543, la cuarta en Zaragoza, 1544, la quinta en Toledo, 1547, la sexta en Toledo, 1553 y la séptima en Alcalá, 1565; posteriormente siguió reimprimiéndose. En la tercera añadió Venegas su Breve Declaración de las sentencias y vocablos oscuros que en el presente libro del Tránsito de la Muerte se hallan. La Agonía del tránsito fue editada en el siglo XIX por Eugenio de Ochoa (París, Beaudry,1847) y modernamente por Marc Zuili (París, L'Harmattan, 2001). Unos trozos de esta obra también fueron editados por Antonio Rey Hazas entre otras diversas Artes de bien morir (Madrid, Ediciones Lengua de trapo, 2003).
Otra relevante obra suya es la Primera parte de las diferencias de libros que hay en el universo, 1540, en la que los "libros" no son tomos físicos, sino partes del universo. Los libros son tres: el libro de Dios, el libro de la naturaleza, y el libro de conceptos morales y religiosos. Para Venegas hay un libro arquetípico que es el divino. El segundo libro, el metagrafo como él lo llama, trasunto del primero, se divide en el natural (el libro de las criaturas), el racional (que no es otra cosa sino como una cuenta de suma en que se suman todas las criaturas) y el revelado (las Sagradas Escrituras). Hay edición facsimilar con introducción de Daniel Eisenberg, Barcelona: Puvill Libros, 1983. Escribió además un importante Tractado de orthographía y accentos en las tres lenguas principales, (Toledo, 1531), del que hay edición moderna por Lidio Nieto, (Madrid: Arco Libros, 1986), que se refiere no sólo a la lengua castellana, sino también a los acentos en las tres lenguas clásicas (latín, griego y hebreo), además es una de las primeras veces que aparece la palabra hispanidad. Un Discurso sobre el apólogo y el diálogo;  Compuso además una Gramática que se ha perdido. Tradujo los Comm. latinos a Pedro Papeo Samarita (Toledo 1542) y, de Álvar Gómez de Ciudad Real De militia in valleris aureis locos oliscurires enucleatio (Toledo, 1540). Según Marcel Bataillon, por su estilo puede considerarse un discípulo aventajado de fray Antonio de Guevara que, a veces, se deja envolver por la retórica y peca de verbosidad, aunque sin duda es elocuente.
Póstumo ordenó, corrigió y publicó el jerónimo fray Rodrigo de Yepes su Tractado y platica de la ciudad de Toledo, a sus vecinos afligidos: en que se muestra, como los males de pena que padecemos, son por nuestros pecados. Y como se han de haber los discretos siervos de Dios en el trabajo (Madrid, 1583).